# 陸軍工兵学校

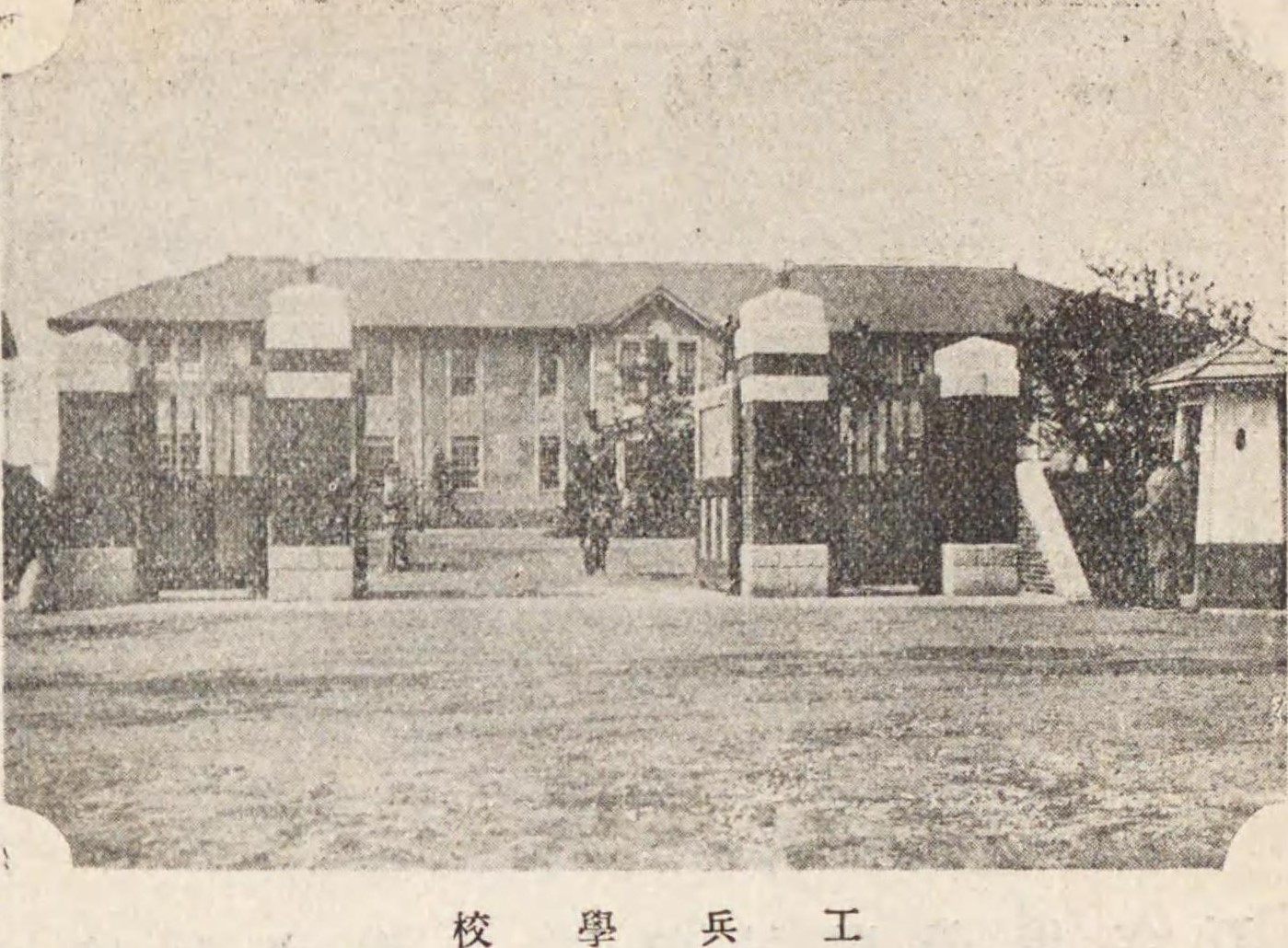
陸軍工兵学校（1925年（大正14年）頃）

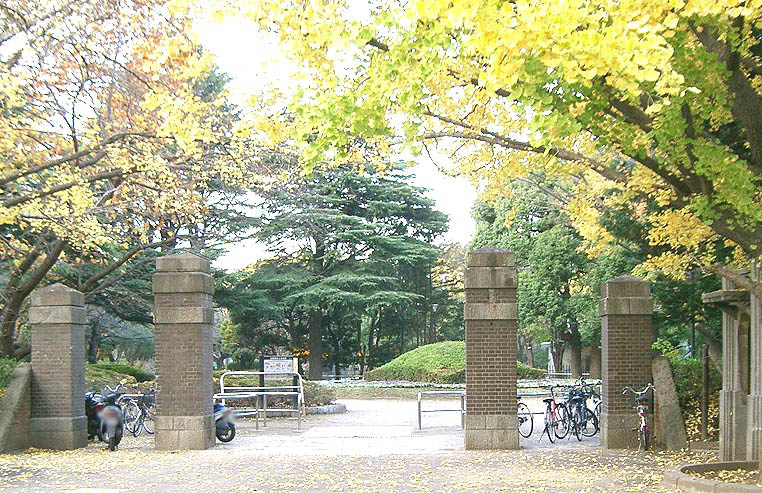
陸軍工兵学校正門（現在は松戸中央公園正門）

陸軍工兵学校（りくぐんこうへいがっこう）は、1919年 - 1945年（大正8年 - 昭和20年）に、千葉県松戸市にあった旧陸軍の学校である。

## 沿革
- 1919年12月1日 - 千葉県東葛飾郡明村[1]相模台の松戸競馬場跡地に開校
  - 12月13日 - 事務を開始[1]。
- 1945年8月30日 - 陸軍の解体により閉校

## 歴代校長
- 古賀啓太郎 大佐：1919年12月1日 - 1924年12月15日[2]
- 若山善太郎 少将：1924年12月15日 -
- 岩越恒一 少将：1929年8月1日 -
- 上村友兄 少将：1931年8月1日 -
- 佐村益雄 少将：1933年9月11日 -
- 牛島実常 中将：1935年3月15日 -
- 浅川一衛 少将：1937年3月1日 -
- 林柳三郎 少将：1938年6月23日 -
- 木村経広 少将：1940年8月1日 - 1941年9月15日
- 吉岡善四郎 少将：1941年12月1日 -
- 河田末三郎 少将：1943年3月1日 -
- 吉岡善四郎 少将：1944年3月1日（再）-
- 岡田元治 少将：1944年11月22日 -

## 所在地・交通
- 千葉県松戸市岩瀬487

JR常磐線・京成松戸線（旧・新京成線）松戸駅から徒歩10分
イトーヨーカドー松戸店5階出入口を出てすぐ

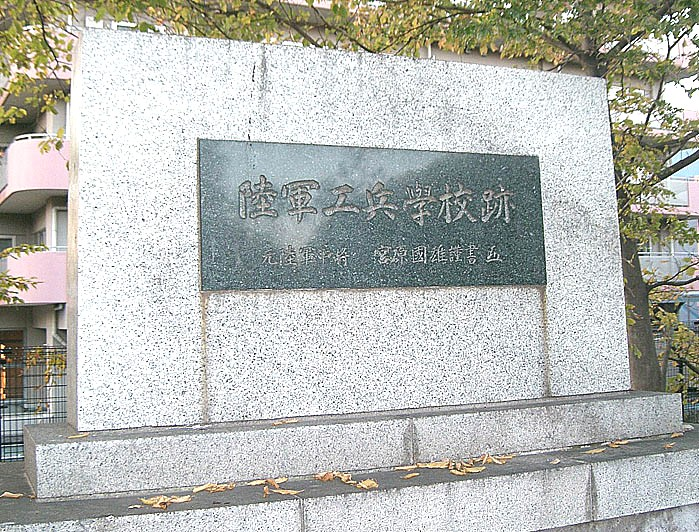
陸軍工兵学校跡（撮影:2006.12）
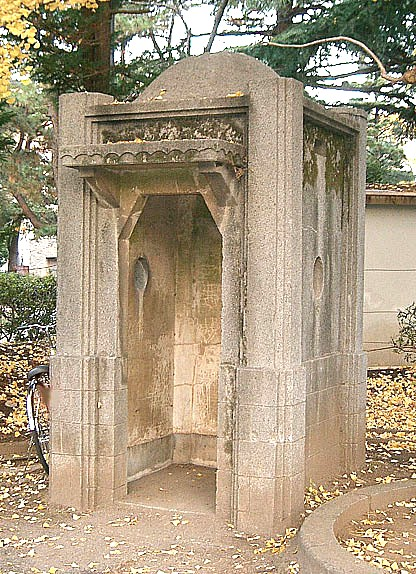
哨戒舎（撮影:2006.12）
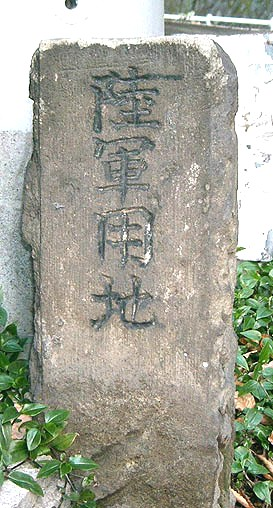
「陸軍用地」の境界をあらわす境界石（撮影:2006.12）

### 跡地
陸軍解体後の1945年（昭和20年）10月、東京都芝区（現・港区）新芝町の国電田町駅前にあった東京工業専門学校が移転してきた。学制改革を経て千葉大学工芸学部→工学部となるものの、1964年（昭和39年）に千葉市へ移転した。
千葉大学が国庫（大蔵省関東財務局）に返還した土地の一部は、学校法人東京聖徳学園に払い下げられ、聖徳学園高等保育学校（現・聖徳大学幼児教育専門学校）を改組して聖徳学園短期大学を開学する。
1990年には同じ敷地内に4年制の聖徳大学が開学した。
残部は松戸市に払い下げられて松戸中央公園となり、正門及び哨戒舎が現在も公園内にそのまま残されている。他、松戸市立第一中学校や千葉地方裁判所松戸支部・千葉地方検察庁松戸支部などが移転してきた。